# شيريل سيو هوي
شيريل (يوه) سيو هوي (بالإنجليزية: Cheryl (Yeoh) Sew Hoy)‏ (من مواليد 31 مايو 1983) هي رائدة أعمال ومتحدثة ومستثمرة ملاك اشتهرت بكونها الرئيسة التنفيذية لمؤسسة مركز ماليزيا العالمي للابتكار والإبداع  وهي وكالة تمولها الحكومة تدعم زيادة الأعمال في ماليزيا والاسيان. شاركت في تأسيس ريكليب تم الاستحواذ عليها من قبل مختبرات وول مارت في عام 2013. شغلت منصب عضو مجلس إدارة مستقل في فليكسيروام المحدودة وهي شركة اتصالات مقرها في أستراليا بين الفترة من 2016-2018. وهي حاليًا رائدة أعمال مقيمة في بنك وادي السيليكون ومستشارة للعديد من الشركات الناشئة بما في ذلك شركة البنية التحتية تندرمينت تم إدراجها في مجلة تايم «شخصية عامة»  لعام 2017. 